# Ptilidium ciliare
Ptilidium ciliare là một loài rêu tản trong họ Ptilidiaceae. Loài này được (L.) Hampe miêu tả khoa học lần đầu tiên năm 1836.

## Hình ảnh

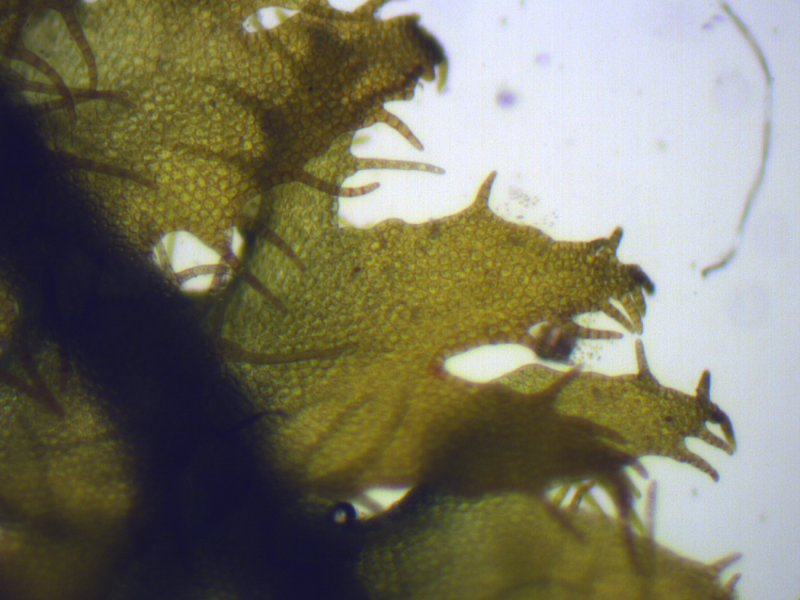
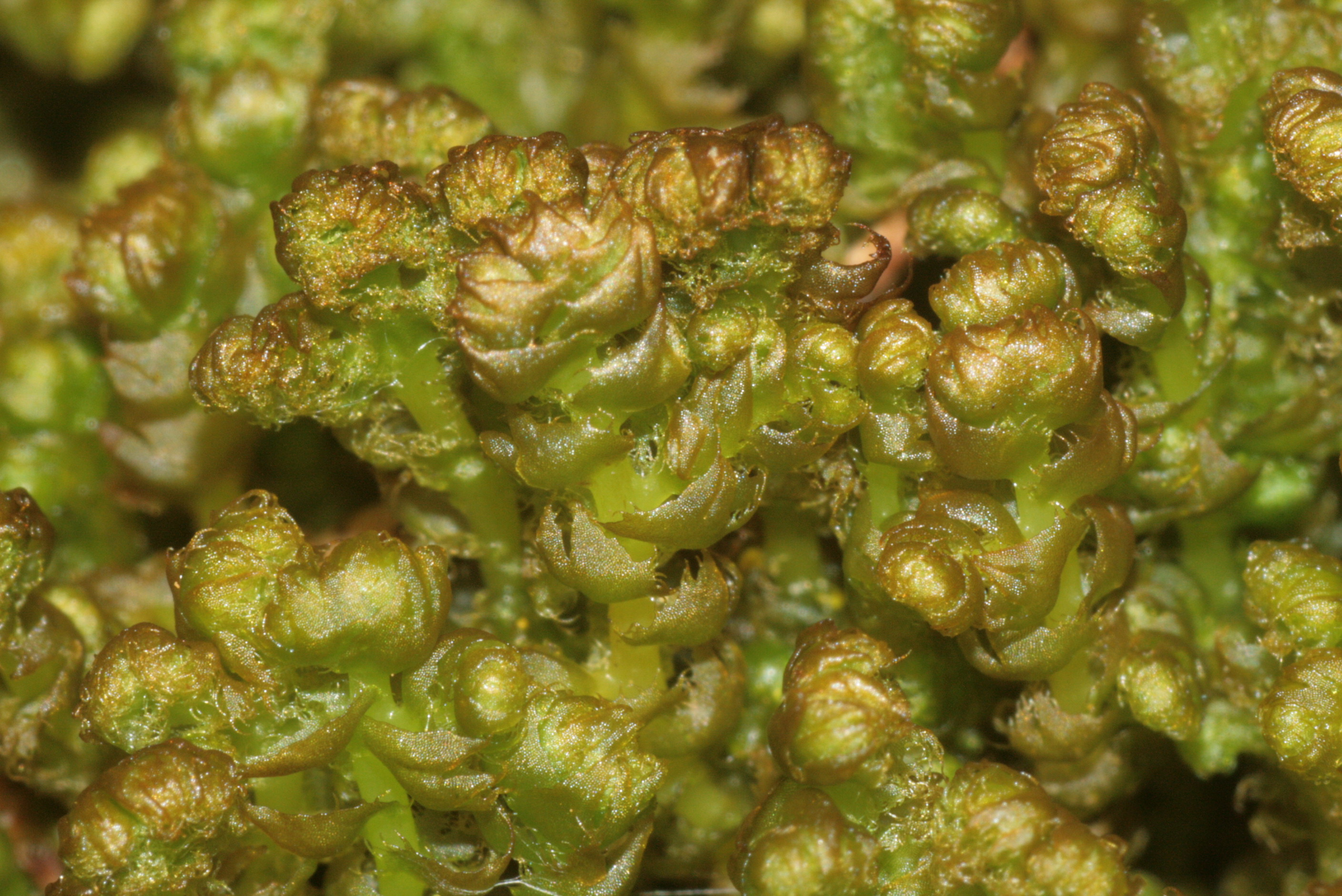
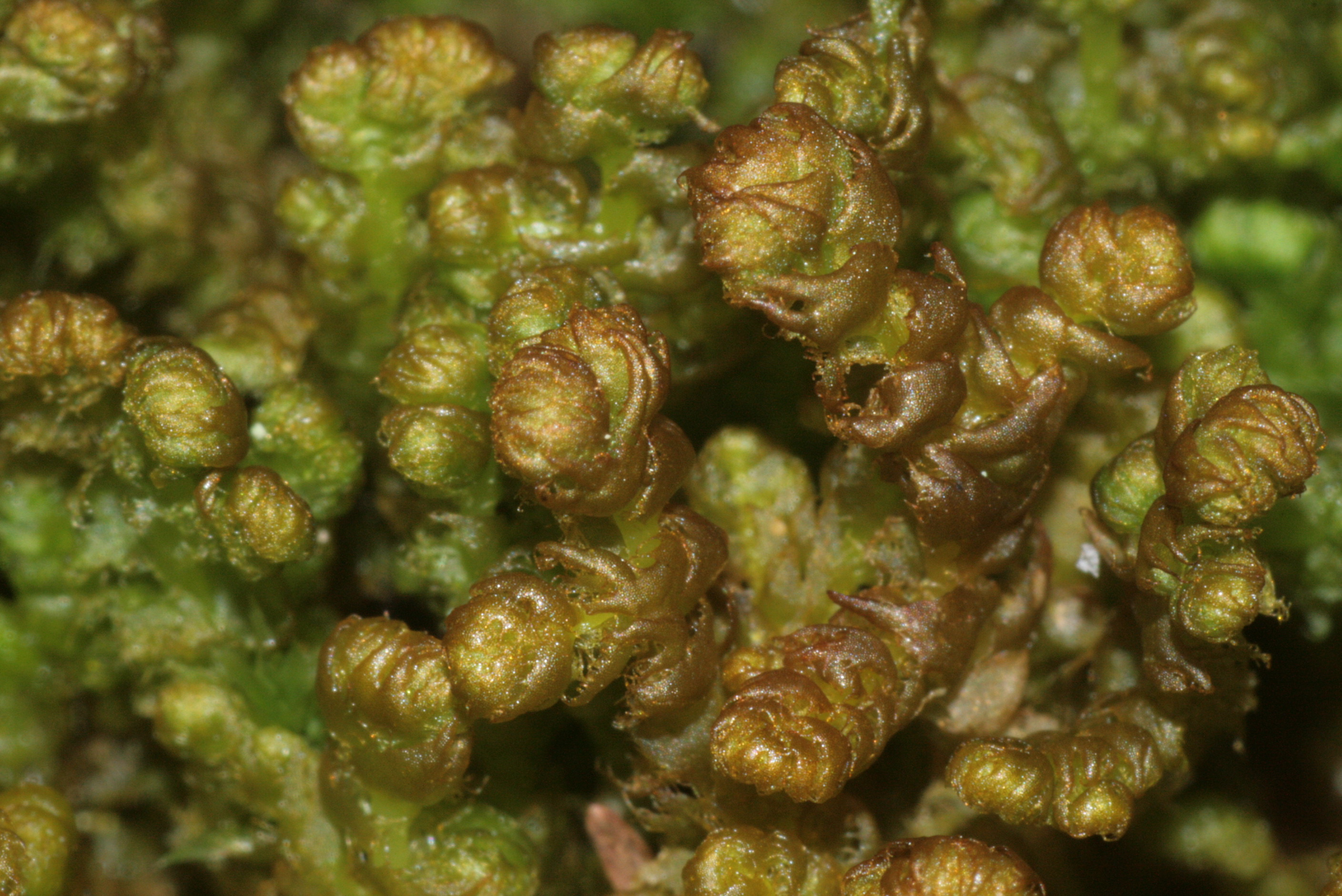
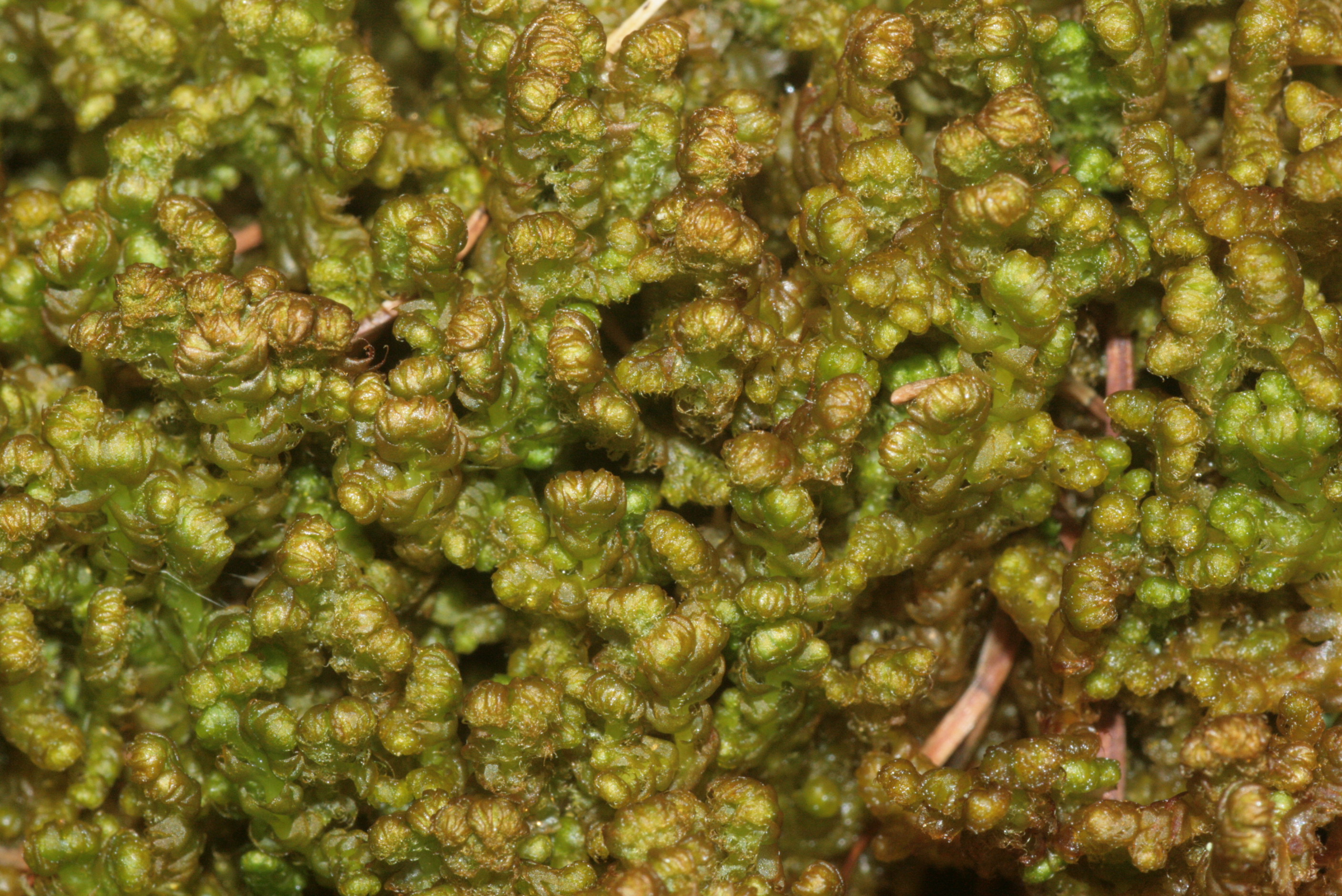